# Église du Sacré-Cœur-de-Jésus de Donji Crnač
Pour les articles homonymes, voir Église du Sacré-Cœur.
L'église du Sacré-Cœur-de-Jésus est située en Bosnie-Herzégovine, dans le village de Donji Crnač et sur le territoire de la Ville de Široki Brijeg. Elle a été construite en 1970.

## Architecture

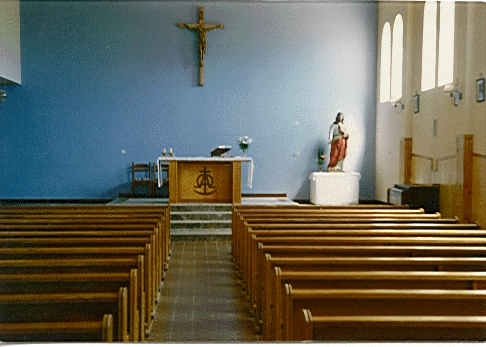
L'intérieur de l'église